# Колена
Колена (буг. Колена) је село у југоисточној Бугарској. Налази се у општини Стара Загора, у Старозагорски области.